# Toma de Guadalajara de 1858
La Toma de Guadalajara de 1858 tuvo lugar desde el 14 de septiembre al 28 de octubre de 1858, fue el asedio de Guadalajara en el estado de Jalisco, México, en el contexto de la guerra de Reforma entre los atacantes del general Santos Degollado y la guarnición conservadora al mando del general José María Blancarte. La victoria correspondió al bando liberal, rindiendo los conservadores la plaza. Esta victoria, sin embargo, duró poco, pues tras más de un mes de asedio la tropa liberal de Degollado quedó con poco parque y armamento durante la batalla, por lo que la ciudad fue recuperada por los conservadores el 14 de diciembre del mismo año en la batalla de Guadalajara.